# Gekield sterrenkroos
Gekield sterrenkroos (Callitriche cophocarpa) is een waterplant, die behoort tot de weegbreefamilie (Plantaginaceae). De soort staat op de Nederlandse Rode lijst van planten als soort die sinds 1930 niet meer in Nederland voorkomt. De plant komt van nature voor in Noord- en Midden-Europa tot in Midden-Siberië.
De plant wordt 5-30 cm hoog en vormt bladrozetten, die bestaan uit zo'n twintig spatel- tot iets ruitvormige bladeren.

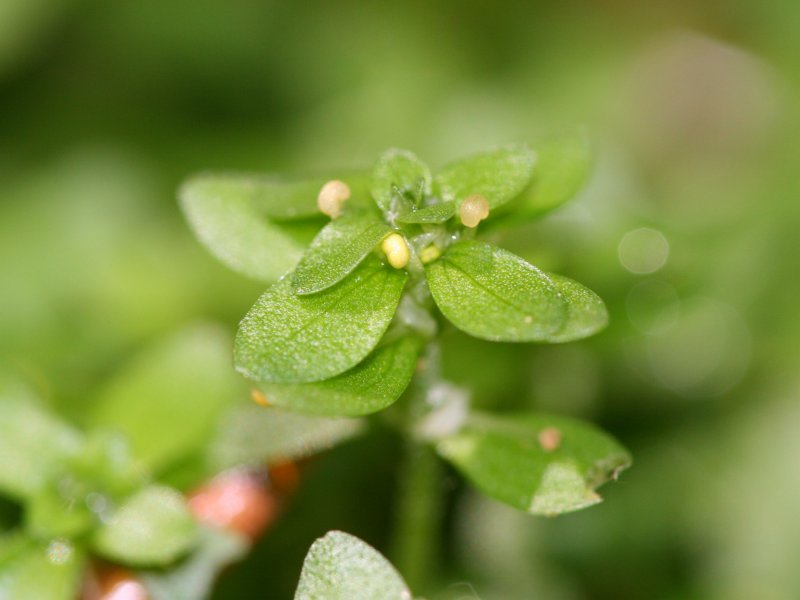
Detail

Gekield sterrenkroos bloeit van mei tot de herfst. De bloemen hebben grote schutbladen. De mannelijke bloemen zitten op de hoofdtakken en de vrouwelijke op de zijtakken. Het gele stuifmeel is rondachtig tot elliptisch.
De vrucht is een splitvrucht. De 1-1,3 mm grote deelvruchtjes zijn ongevleugeld, maar wel zwak gekield.

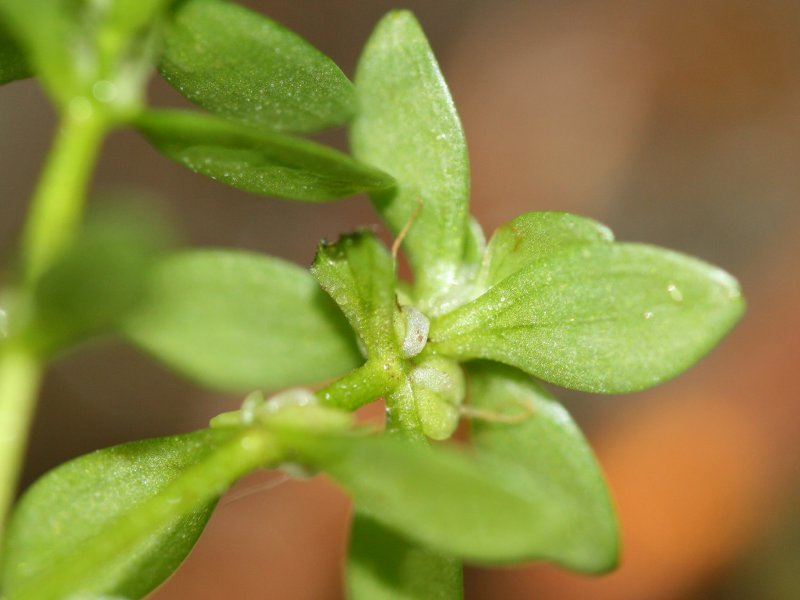
Vrucht

De plant komt voor in langzaam stromend, ondiep, kalkhoudend water.

## Namen in andere talen
- Duits: Stumpfkantiger Wasserstern, Stumpffrüchtiger Wasserstern
- Frans: Callitriche à fruits obtus